# Gastronomía de Macao

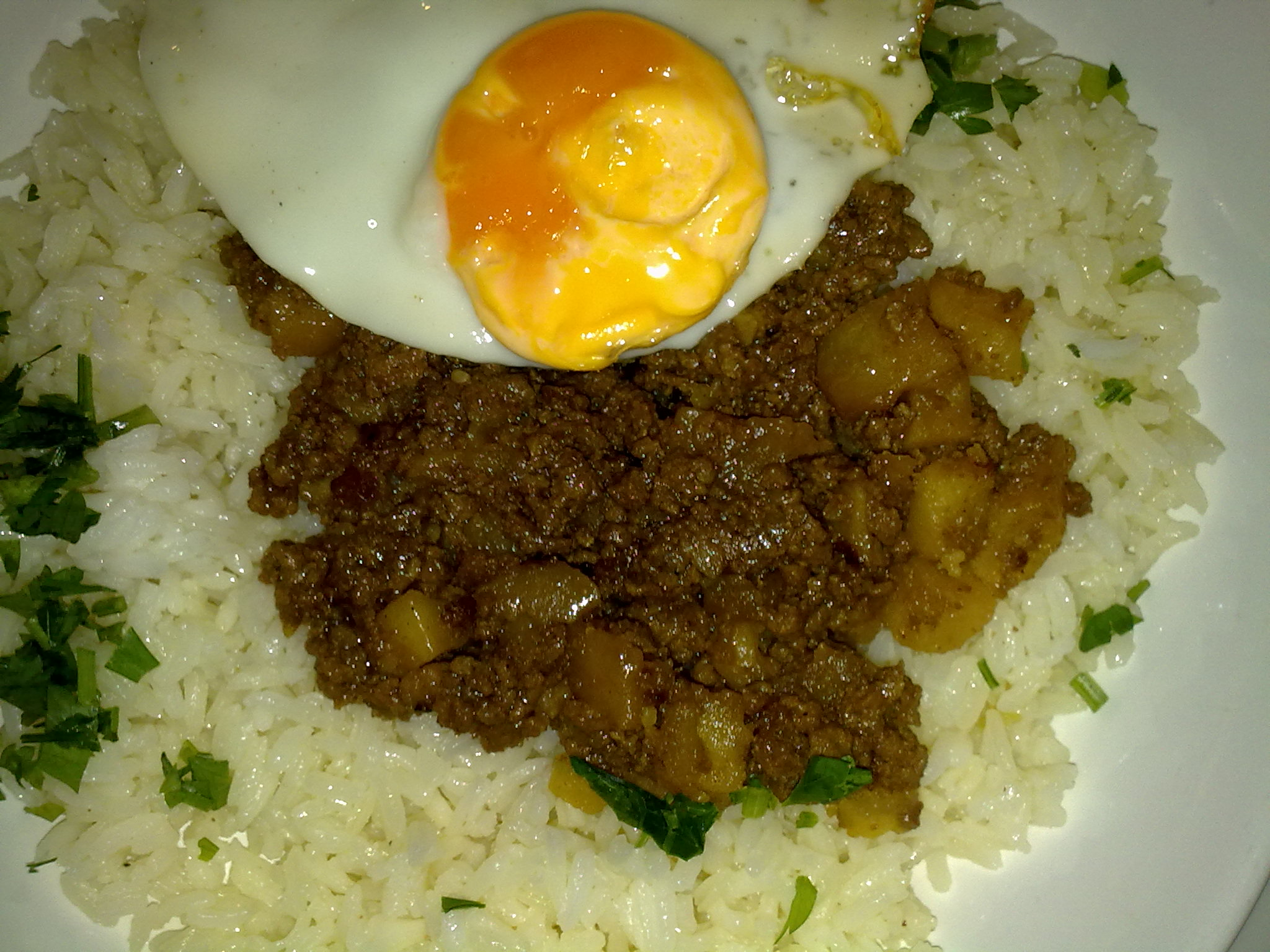
Minchi chow dan (minchi con arroz y huevo frito).

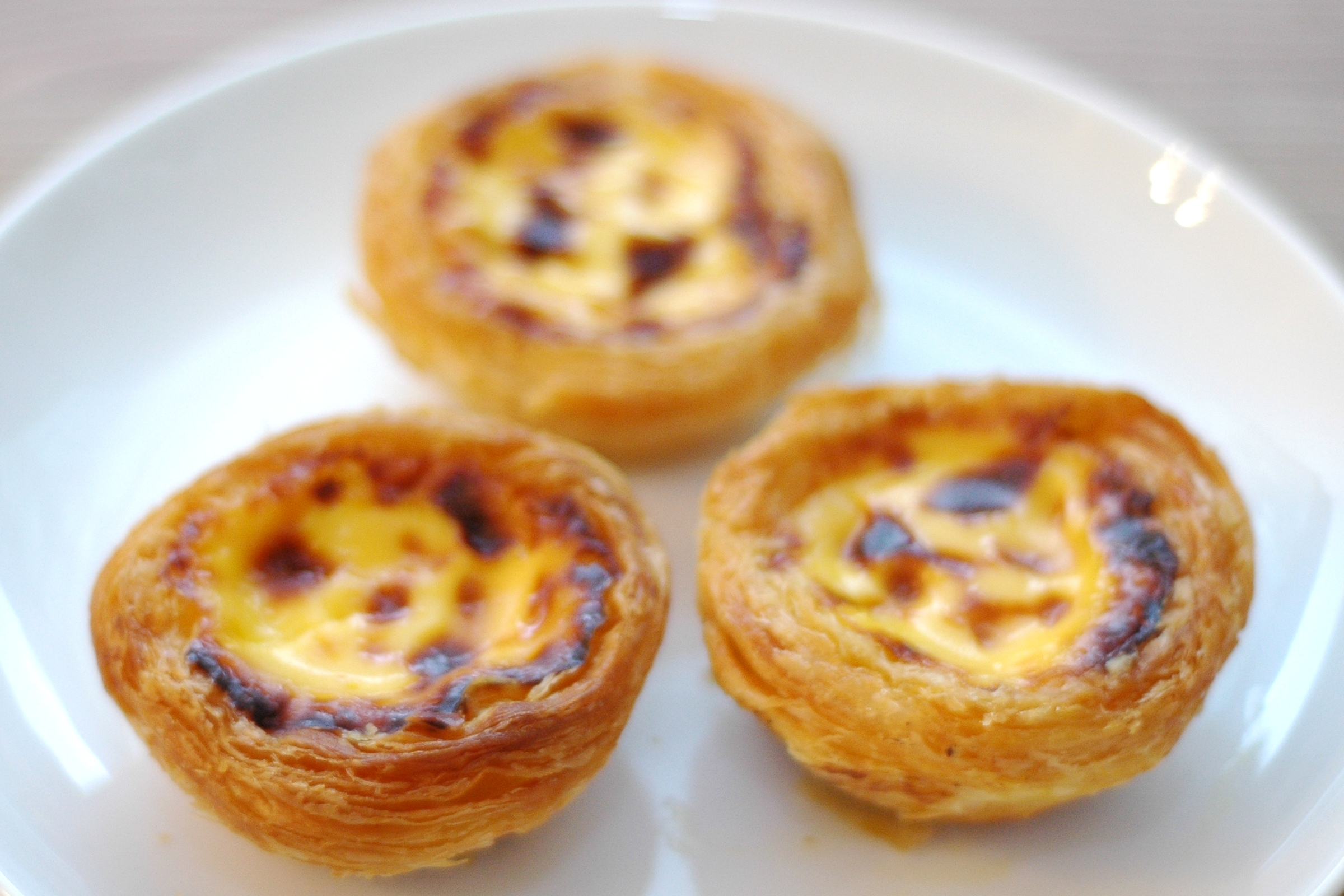
Pasteles de nata.

La gastronomía de Macao es exclusiva de Macao (China), y consiste en una mezcla de cocina del sur de China y la cocina portuguesa, con una gran influencia del sudeste de Asia y el mundo de habla portuguesa. Hay muchos guisos exclusivos de la zona, como resultado de las mezclas de especias que  utilizaban las esposas de los marineros portugueses en un intento de replicar platos europeos. Sus ingredientes y condimentos incluyen los de Europa, América Latina, África, la India y el sudeste de Asia, así como ingredientes locales chinos.
Las técnicas comunes de cocina incluyen el horneado, el asado y el tostado. La primera, pocas veces visto en otros estilos de la cocina china, habla de la naturaleza ecléctica de la cocina de Macao. Macao es famoso por su cultura de mezcla de sabores, y su cocina moderna se puede considerar un tipo de cocina de fusión.
Por lo general, los alimentos de Macao están sazonados con varios especias, incluyendo cúrcuma, leche de coco y canela, que dan aromas y sabores especiales. Se hace mucho uso del bacalao en salazón, y son guisos famosos la gallina a la portuguesa, la gallina a la africana, la cabidela, los camarones picantes, el minchi (carne picada de cerdo o de vacuno, o de ambas cosas, sazonada con melaza y salsa de soja) y el cangrejo salteado al curry. Otros platos son la oreja de cerdo, la ensalada de papaya y el conejo guisado con vino, canela y anís estrellado. Las tapas son también una parte integral de la cocina de Macao.
El bocado más popular es el bollo de chuleta de cerdo. 
Los postres más populares son la cuajada con jengibre (que en su origen se hacía con leche de búfala) y las tartas de huevo.